# Heinrich Ritter
Heinrich Ritter (Zerbst, 21 novembre 1791 – Gottinga, 3 febbraio 1869) è stato un filosofo tedesco.
Nacque a Zerbst e studiò filosofia e teologia a Göttingen e Berlino fino al 1815. Nel 1824 divenne professore associato di filosofia a Berlino, trasferendosi successivamente a Kiel, dove occupò la cattedra di filosofia dal 1833 al 1837. Accettò poi una posizione simile all'Università di Göttingen, dove rimase fino alla sua morte. Friedrich Schleiermacher fu una grande influenza nel suo modo di pensare.
Bernard Bolzano cita Ritter nella "Dottrina della scienza" per confutare la sua idea secondo cui il giudizio esprime il transeunte: se fosse come dice Ritter, argomenta Bolzano, non si potrebbero formulare giudizi quali, ad esempio, "Dio esiste" oppure "la somma degli angoli interni di un triangolo è pari a due angoli retti".

## Opere
L'opera principale di Ritter fu Geschichte der Philosophie pubblicata in dodici volumi ad Amburgo dal 1829 al 1853. Questo libro era il prodotto di una vasta e approfondita conoscenza del tema. Scrisse anche resoconti di antiche scuole filosofiche, come gli Ioni, i Pitagorici e i Megareni.
- Abriss der philosophischen Logik (1824).
- Geschichte der Philosophie (1829–1853; 2nd edition, vols. i-iv, 1836–1838), tradotto in inglese: The history of ancient philosophy (1838–46).
- Ueber das Verhältnis der Philosophie zum Leben (1835).
- Historia philosophiae Graeco-Romanae (con Ludwig Preller, 1838; 7ª ed., 1888).
- Kleine philosophische Schriften (1839–1840).
- Versuch zur Verständigung über die neueste deutsche Philosophie seit Kant (1853).
- System der Logik und Metaphysik (1856).
- Die christliche Philosophie bis auf die neuesten Zeiten (2 volumi, 1858–1859).
- Encyklopädie der philosophischen Wissenschaften (1862–1864).
- Ernest Renan, über die Naturwissenschaften und die Geschichte (1865).
- Ueber das Böse und seine Folgen (1869).